# UCI World Tour 2013
De UCI World Tour 2013 is de derde editie van deze internationale wielercompetitie op de wielerkalender die door de UCI wordt georganiseerd.
Aan de wedstrijden nemen achttien of negentien wielerploegen deel die verzekerd zijn van deelname aan alle wedstrijden. Deze ploegen hebben niet alleen het recht maar ook de plicht deel te nemen aan alle wedstrijden. Deelname van andere ploegen wordt geregeld door het systeem van wildcards.

## Ploegen
Op 2 november 2012 maakte de UCI de eerste acht teams bekend. De rest van de ploegen moesten eerst voor de licentiecommissie van de UCI komen en op maandag 10 december 2012 werd definitief bekendgemaakt welke ploegen een World Tourlicentie voor het wielerjaar 2013 kregen.
De meeste ploegen van het vorige jaar keerden terug. De ploeg van Liquigas ging in 2013 door onder de naam Cannondale Pro Cycling Team en de Rabobankploeg ging verder onder de naam Blanco Pro Cycling en later Belkin Pro Cycling. Verder kreeg de Nederlandse ploeg Argos-Shimano een licentie die zeer verrassend ten koste ging van de Russische ploeg Team Katjoesja, werkgever van de individuele winnaar van de World Tour 2012, Joaquim Rodríguez. De ploeg is echter in beroep gegaan bij het CAS en op 15 februari werd als beslissing genomen dat Katjoesja moest worden toegevoegd aan de World Tour ploegen.
| Ploeg                                                                      | Land                | Renners(*) | Fietsmerk   | UCI-Code | Sinds |
| -------------------------------------------------------------------------- | ------------------- | ---------- | ----------- | -------- | ----- |
| AG2R-La Mondiale                                                           | Frankrijk           | 29         | Focus       | ALM      | 2000  |
| Argos-Shimano                                                              | Nederland           | 28         | Felt        | ARG      | 1998  |
| Astana Pro Team                                                            | Kazachstan          | 29         | Specialized | AST      | 2005  |
| Blanco Pro Cycling (tot en met 28 juni) Belkin Pro Cycling (vanaf 29 juni) | Nederland           | 29         | Giant       | BLA/BEL  | 1996  |
| BMC Racing Team                                                            | Verenigde Staten    | 28         | BMC         | BMC      | 2007  |
| Cannondale Pro Cycling                                                     | Italië              | 29         | Cannondale  | CAN      | 2005  |
| Euskaltel-Euskadi                                                          | Spanje              | 29         | Orbea       | EUS      | 1994  |
| FDJ (tot en met 28 juni) FDJ.fr (vanaf 29 juni)                            | Frankrijk           | 29         | Lapierre    | FDJ      | 1997  |
| Team Garmin-Sharp                                                          | Verenigde Staten    | 30         | Cervélo     | GRS      | 2005  |
| Katjoesja Team (vanaf 15 februari)                                         | Rusland             | 28         | Canyon      | KAT      | 2004  |
| Lampre-Merida                                                              | Italië              | 27         | Merida      | LAM      | 1991  |
| Lotto-Belisol                                                              | België              | 28         | Ridley      | LTB      | 1985  |
| Team Movistar                                                              | Spanje              | 25         | Pinarello   | MOV      | 2004  |
| Omega Pharma-Quick-Step                                                    | België              | 29         | Specialized | OPQ      | 2003  |
| Orica-GreenEdge                                                            | Australië           | 28         | Scott USA   | OGE      | 2012  |
| RadioShack-Leopard                                                         | Luxemburg           | 28         | Trek        | RLT      | 2009  |
| Team Saxo-Tinkoff                                                          | Denemarken          | 29         | Specialized | TST      | 2001  |
| Sky ProCycling                                                             | Verenigd Koninkrijk | 27         | Pinarello   | SKY      | 2010  |
| Vacansoleil-DCM                                                            | Nederland           | 29         | Bianchi     | VCD      | 2005  |

(*) = Dit aantal kan te allen tijde veranderen, vanwege schorsingen en 'transfers'.

### Uitzonderingen
- Katjoesja Team miste de eerste wedstrijd van het seizoen, de Tour Down Under. Dit omdat de ploeg nog geen licentie had gekregen van de UCI.
- AG2R-La Mondiale heeft aangegeven zichzelf te schorsen voor het Critérium du Dauphiné, nadat twee renners van de ploeg op doping werden betrapt in korte tijd (Steve Houanard en Sylvain Georges). Dit komt voort uit een afspraak met de MPCC (Beweging voor een geloofwaardige wielersport).

## Wedstrijden
Ten opzichte van het seizoen 2012 zijn er twee wijzigingen. De Ronde van Polen en de Clásica San Sebastián zijn weer terug op de plaats van 2011, omdat er geen Olympische Spelen in de weg liggen. Een gevolg van de terugplaatsing van de Ronde van Polen naar eind juli is dat de koersen vanaf de Eneco Tour een week later zullen zijn dan in 2012, er zit zo ook een week extra tussen de Ronde van Frankrijk en de Ronde van Spanje. Hoewel er net als in 2012 een plan was om de nieuwe Ronde van Hangzhou toe te voegen, ging dit opnieuw niet door.

### Kalender
| Datum              | Koers                    | Winnaar                | Winnaar                 | Klassementsleider tussenstand UCI-ranking | Klassementsleider tussenstand UCI-ranking | Ploegenklassement UCI-ranking | Landenklassement UCI-ranking |
| ------------------ | ------------------------ | ---------------------- | ----------------------- | ----------------------------------------- | ----------------------------------------- | ----------------------------- | ---------------------------- |
| 22–27 januari      | Tour Down Under          | Tom-Jelte Slagter      | Blanco Pro Cycling      | Tom-Jelte Slagter                         | Blanco Pro Cycling                        | Blanco Pro Cycling            | Spanje                       |
| 3–10 maart         | Parijs-Nice              | Richie Porte           | Sky ProCycling          | Richie Porte                              | Sky ProCycling                            | Sky ProCycling                | Spanje                       |
| 6–12 maart         | Tirreno-Adriatico        | Vincenzo Nibali        | Astana Pro Team         | Richie Porte                              | Sky ProCycling                            | Sky ProCycling                | Spanje                       |
| 17 maart           | Milaan-San Remo          | Gerald Ciolek          | MTN-Qhubeka             | Sylvain Chavanel                          | Omega Pharma-Quick-Step                   | Sky ProCycling                | Spanje                       |
| 22 maart           | E3 Harelbeke             | Fabian Cancellara      | RadioShack-Leopard      | Peter Sagan                               | Cannondale Pro Cycling                    | Sky ProCycling                | Spanje                       |
| 18–24 maart        | Ronde van Catalonië      | Daniel Martin          | Team Garmin-Sharp       | Peter Sagan                               | Cannondale Pro Cycling                    | Sky ProCycling                | Spanje                       |
| 24 maart           | Gent-Wevelgem            | Peter Sagan            | Cannondale Pro Cycling  | Peter Sagan                               | Cannondale Pro Cycling                    | Sky ProCycling                | Spanje                       |
| 31 maart           | Ronde van Vlaanderen     | Fabian Cancellara      | RadioShack-Leopard      | Peter Sagan                               | Cannondale Pro Cycling                    | Sky ProCycling                | Spanje                       |
| 1–6 april          | Ronde van Baskenland     | Nairo Quintana         | Team Movistar           | Peter Sagan                               | Cannondale Pro Cycling                    | Sky ProCycling                | Spanje                       |
| 7 april            | Parijs-Roubaix           | Fabian Cancellara      | RadioShack-Leopard      | Fabian Cancellara                         | RadioShack-Leopard                        | Sky ProCycling                | Spanje                       |
| 14 april           | Amstel Gold Race         | Roman Kreuziger        | Team Saxo-Tinkoff       | Fabian Cancellara                         | RadioShack-Leopard                        | Sky ProCycling                | Spanje                       |
| 17 april           | Waalse Pijl              | Daniel Moreno          | Team Katusha            | Fabian Cancellara                         | RadioShack-Leopard                        | Sky ProCycling                | Spanje                       |
| 21 april           | Luik-Bastenaken-Luik     | Daniel Martin          | Team Garmin-Sharp       | Fabian Cancellara                         | RadioShack-Leopard                        | Sky ProCycling                | Spanje                       |
| 23–28 april        | Ronde van Romandië       | Chris Froome           | Sky ProCycling          | Fabian Cancellara                         | RadioShack-Leopard                        | Sky ProCycling                | Spanje                       |
| 4–26 mei           | Ronde van Italië         | Vincenzo Nibali        | Astana Pro Team         | Fabian Cancellara                         | RadioShack-Leopard                        | Sky ProCycling                | Colombia                     |
| 2–9 juni           | Critérium du Dauphiné    | Chris Froome           | Sky ProCycling          | Fabian Cancellara                         | RadioShack-Leopard                        | Sky ProCycling                | Spanje                       |
| 8–16 juni          | Ronde van Zwitserland    | Rui Costa              | Team Movistar           | Fabian Cancellara                         | RadioShack-Leopard                        | Sky ProCycling                | Spanje                       |
| 29 juni–21 juli    | Ronde van Frankrijk      | Chris Froome           | Sky ProCycling          | Chris Froome                              | Sky ProCycling                            | Sky ProCycling                | Spanje                       |
| 27 juli            | Clásica San Sebastián    | Tony Gallopin          | RadioShack-Leopard      | Chris Froome                              | Sky ProCycling                            | Sky ProCycling                | Spanje                       |
| 27 juli–3 augustus | Ronde van Polen          | Pieter Weening         | Orica-GreenEdge         | Chris Froome                              | Sky ProCycling                            | Sky ProCycling                | Spanje                       |
| 12–18 augustus     | / Eneco Tour             | Zdeněk Štybar          | Omega Pharma-Quick-Step | Chris Froome                              | Sky ProCycling                            | Sky ProCycling                | Spanje                       |
| 25 augustus        | Vattenfall Cyclassics    | John Degenkolb         | Argos-Shimano           | Chris Froome                              | Sky ProCycling                            | Sky ProCycling                | Spanje                       |
| 1 september        | GP Ouest-France Plouay   | Filippo Pozzato        | Lampre-Merida           | Chris Froome                              | Sky ProCycling                            | Sky ProCycling                | Spanje                       |
| 13 september       | Grote Prijs van Quebec   | Robert Gesink          | Belkin Pro Cycling      | Chris Froome                              | Sky ProCycling                            | Sky ProCycling                | Spanje                       |
| 24 aug–15 sept     | Ronde van Spanje         | Chris Horner           | RadioShack-Leopard      | Chris Froome                              | Sky ProCycling                            | Sky ProCycling                | Spanje                       |
| 15 september       | Grote Prijs van Montreal | Peter Sagan            | Cannondale Pro Cycling  | Chris Froome                              | Sky ProCycling                            | Sky ProCycling                | Spanje                       |
| 22 september       | UCI Ploegentijdrit       | Omega Pharma-Quickstep | Omega Pharma-Quickstep  | Chris Froome                              | Sky ProCycling                            | Sky ProCycling                | Spanje                       |
| 6 oktober          | Ronde van Lombardije     | Joaquim Rodriguez      | Team Katusha            | Joaquim Rodriguez                         | Team Katusha                              | Sky ProCycling                | Spanje                       |
| 11–15 oktober      | Ronde van Peking         | Beñat Intxausti        | Team Movistar           | Joaquim Rodriguez                         | Team Katusha                              | Team Movistar                 | Spanje                       |

### Uitslagen per wedstrijd
| 1 | André Greipel     |
| 2 | Geraint Thomas    |
| 3 | Tom-Jelte Slagter |
| 4 | André Greipel     |
| 5 | Simon Gerrans     |
| 6 | André Greipel     |

| Proloog | Damien Gaudin    |
| 1       | Nacer Bouhanni   |
| 2       | Marcel Kittel    |
| 3       | Andrew Talansky  |
| 4       | Michael Albasini |
| 5       | Richie Porte     |
| 6       | Sylvain Chavanel |
| 7       | Richie Porte     |

| 1 | Omega Pharma-Quick-Step |
| 2 | Matthew Goss            |
| 3 | Peter Sagan             |
| 4 | Chris Froome            |
| 5 | Joaquim Rodríguez       |
| 6 | Peter Sagan             |
| 7 | Tony Martin             |

| 1 | Gianni Meersman   |
| 2 | Gianni Meersman   |
| 3 | Nairo Quintana    |
| 4 | Daniel Martin     |
| 5 | François Parisien |
| 6 | Simon Gerrans     |
| 7 | Thomas De Gendt   |

| 1 | Simon Gerrans  |
| 2 | Daryl Impey    |
| 3 | Sergio Henao   |
| 4 | Nairo Quintana |
| 5 | Richie Porte   |
| 6 | Tony Martin    |

| Proloog | Chris Froome         |
| 1       | Gianni Meersman      |
| 2       | Ramunas Navardauskas |
| 3       | Gianni Meersman      |
| 4       | Simon Spilak         |
| 5       | Tony Martin          |

| 1  | Mark Cavendish               |
| 2  | Sky ProCycling               |
| 3  | Luca Paolini                 |
| 4  | Enrico Battaglin             |
| 5  | John Degenkolb               |
| 6  | Mark Cavendish               |
| 7  | Adam Hansen                  |
| 8  | Alex Dowsett                 |
| 9  | Maksim Belkov                |
| 10 | Rigoberto Urán               |
| 11 | Ramunas Navardauskas         |
| 12 | Mark Cavendish               |
| 13 | Mark Cavendish               |
| 14 | Mauro Santambrogio           |
| 15 | Giovanni Visconti            |
| 16 | Beñat Intxausti              |
| 17 | Giovanni Visconti            |
| 18 | Vincenzo Nibali              |
| 19 | Afgelast vanwege slecht weer |
| 20 | Vincenzo Nibali              |
| 21 | Mark Cavendish               |

| 1 | David Veilleux       |
| 2 | Elia Viviani         |
| 3 | Edvald Boasson Hagen |
| 4 | Tony Martin          |
| 5 | Chris Froome         |
| 6 | Thomas Voeckler      |
| 7 | Samuel Sánchez       |
| 8 | Alessandro De Marchi |

| 1 | Cameron Meyer      |
| 2 | Bauke Mollema      |
| 3 | Peter Sagan        |
| 4 | Arnaud Démare      |
| 5 | Alexander Kristoff |
| 6 | Gregory Rast       |
| 7 | Rui Costa          |
| 8 | Peter Sagan        |
| 9 | Rui Costa          |

| 1  | Marcel Kittel     |
| 2  | Jan Bakelants     |
| 3  | Simon Gerrans     |
| 4  | Orica-GreenEdge   |
| 5  | Mark Cavendish    |
| 6  | André Greipel     |
| 7  | Peter Sagan       |
| 8  | Chris Froome      |
| 9  | Daniel Martin     |
| 10 | Marcel Kittel     |
| 11 | Tony Martin       |
| 12 | Marcel Kittel     |
| 13 | Mark Cavendish    |
| 14 | Matteo Trentin    |
| 15 | Chris Froome      |
| 16 | Rui Costa         |
| 17 | Chris Froome      |
| 18 | Christophe Riblon |
| 19 | Rui Costa         |
| 20 | Nairo Quintana    |
| 21 | Marcel Kittel     |

| 1 | Diego Ulissi      |
| 2 | Christophe Riblon |
| 3 | Thor Hushovd      |
| 4 | Taylor Phinney    |
| 5 | Thor Hushovd      |
| 6 | Darwin Atapuma    |
| 7 | Bradley Wiggins   |

| 1 | Mark Renshaw       |
| 2 | Arnaud Démare      |
| 3 | Zdeněk Štybar      |
| 4 | André Greipel      |
| 5 | Sylvain Chavanel   |
| 6 | David López García |
| 7 | Zdeněk Štybar      |

| 1  | Astana Pro Team   |
| 2  | Nicolas Roche     |
| 3  | Chris Horner      |
| 4  | Daniel Moreno     |
| 5  | Michael Matthews  |
| 6  | Michael Mørkøv    |
| 7  | Zdeněk Štybar     |
| 8  | Leopold König     |
| 9  | Daniel Moreno     |
| 10 | Chris Horner      |
| 11 | Fabian Cancellara |
| 12 | Philippe Gilbert  |
| 13 | Warren Barguil    |
| 14 | Daniele Ratto     |
| 15 | Alexandre Geniez  |
| 16 | Warren Barguil    |
| 17 | Bauke Mollema     |
| 18 | Vasil Kiryienka   |
| 19 | Joaquim Rodríguez |
| 20 | Kenny Elissonde   |
| 21 | Michael Matthews  |

| 1 | Thor Hushovd    |
| 2 | Nacer Bouhanni  |
| 3 | Nacer Bouhanni  |
| 4 | Beñat Intxausti |
| 5 | Luka Mezgec     |

## Eindstanden

### Individueel
| Plaats | Naam               | Ploeg                  |     |
| ------ | ------------------ | ---------------------- | --- |
| 1      | Joaquim Rodriguez  | Team Katjoesja         | 607 |
| 2      | Chris Froome       | Sky ProCycling         | 587 |
| 3      | Alejandro Valverde | Team Movistar          | 540 |
| 4      | Peter Sagan        | Cannondale Pro Cycling | 491 |
| 5      | Vincenzo Nibali    | Astana Pro Team        | 474 |
| 6      | Daniel Martin      | Garmin-Sharp           | 432 |
| 7      | Fabian Cancellara  | RadioShack-Leopard     | 384 |
| 8      | Nairo Quintana     | Team Movistar          | 366 |
| 9      | Rui Costa          | Team Movistar          | 352 |
| 10     | Richie Porte       | Sky ProCycling         | 327 |
|        |                    |                        |     |
| 17     | Bauke Mollema      | Belkin Pro Cycling     | 232 |
| 18     | Greg Van Avermaet  | BMC Racing Team        | 230 |

### Ploegen
| Ploegenklassement |                         |        |
| Plaats            | Ploeg                   | Punten |
| 1                 | Team Movistar           | 1610   |
| 2                 | Sky ProCycling          | 1561   |
| 3                 | Team Katjoesja          | 1340   |
| 4                 | RadioShack-Leopard      | 1056   |
| 5                 | Astana Pro Team         | 1045   |
| 6                 | Team Saxo-Tinkoff       | 1030   |
| 7                 | Omega Pharma-Quick-Step | 1013   |
| 8                 | Team Garmin-Sharp       | 855    |
| 9                 | Cannondale Pro Cycling  | 750    |
| 10                | BMC Racing Team         | 731    |

### Landen
| #  | Land                | Punten |
| -- | ------------------- | ------ |
| 1  | Spanje              | 1890   |
| 2  | Italië              | 1082   |
| 3  | Colombia            | 1011   |
| 4  | Verenigd Koninkrijk | 975    |
| 5  | Nederland           | 806    |
| 6  | België              | 645    |
| 7  | Frankrijk           | 640    |
| 8  | Australië           | 628    |
| 9  | Verenigde Staten    | 617    |
| 10 | Ierland             | 568    |

## Wildcards
Naast de negentien ploegen die aan elke wedstrijd mogen (en moeten) meedoen kan elke organisator een aantal wildcards verdelen onder professionele continentale teams, bijvoorbeeld vanwege goede resultaten of omdat ze uit het betreffende land komen. Omdat Katjoesja na een gerechtelijke beslissing als negentiende ploeg tot de World Tour was toegelaten, delen veel organisaties een wildcard minder uit dan voorgaande jaren.
| Ploeg                            | TDU | P-N | T-A | MSR | CAT | E3 | G-W | VLA | BAS | P-R | AGR | WPL | LBL | ROM | ITA | DAU | ZWI | FRA | CSS | POL | ENE | VAT | OUE | QUE | SPA | MON | LOM | PEK | Totaal |
| -------------------------------- | --- | --- | --- | --- | --- | -- | --- | --- | --- | --- | --- | --- | --- | --- | --- | --- | --- | --- | --- | --- | --- | --- | --- | --- | --- | --- | --- | --- | ------ |
| Team UniSA-Australia             | Ja  |     |     |     |     |    |     |     |     |     |     |     |     |     |     |     |     |     |     |     |     |     |     |     |     |     |     |     | 1      |
| Accent-Wanty                     |     |     |     |     |     | Ja | Ja  | Ja  |     |     | Ja  | Ja  | Ja  |     |     |     |     |     |     |     | Ja  |     |     |     |     |     |     |     | 7      |
| Crelan-Euphony                   |     |     |     |     |     | Ja | Ja  | Ja  |     |     | Ja  | Ja  | Ja  |     |     |     |     |     |     |     |     |     |     |     |     |     |     |     | 6      |
| Topsport Vlaanderen-Baloise      |     |     |     |     |     | Ja | Ja  | Ja  |     |     | Ja  | Ja  | Ja  |     |     |     |     |     |     |     | Ja  |     |     |     |     |     |     |     | 7      |
| Canadese selectie                |     |     |     |     |     |    |     |     |     |     |     |     |     |     |     |     |     |     |     |     |     |     |     | Ja  |     | Ja  |     |     | 2      |
| Champion System Pro Cycling Team |     |     |     |     |     |    |     |     |     |     |     |     |     |     |     |     |     |     |     |     |     |     |     |     |     |     |     | Ja  | 1      |
| Colombia                         |     |     |     |     |     |    |     |     |     |     |     | Ja  |     |     | Ja  |     |     |     |     | Ja  |     |     |     |     |     |     | Ja  |     | 4      |
| Team NetApp-Endura               |     |     | Ja  |     |     |    |     | Ja  |     | Ja  | Ja  |     |     |     |     | Ja  |     |     |     | Ja  |     | Ja  |     |     | Ja  |     | Ja  |     | 9      |
| Caja Rural-Seguros RGA           |     |     |     |     | Ja  |    |     |     | Ja  |     |     |     |     |     |     |     |     |     | Ja  |     |     |     |     |     | Ja  |     |     |     | 4      |
| Bretagne-Séché Environnement     |     |     |     |     |     |    |     |     |     | Ja  |     |     |     |     |     | Ja  |     |     |     |     |     |     | Ja  |     |     |     |     |     | 3      |
| Cofidis                          |     | Ja  |     |     | Ja  | Ja | Ja  |     | Ja  | Ja  |     |     | Ja  |     |     | Ja  |     | Ja  |     |     |     |     | Ja  |     | Ja  |     |     |     | 11     |
| Sojasun                          |     | Ja  |     |     | Ja  |    |     |     |     | Ja  |     | Ja  |     |     |     |     | Ja  | Ja  |     |     |     |     | Ja  |     |     |     |     |     | 7      |
| Team Europcar                    |     | Ja  |     | Ja  |     | Ja | Ja  | Ja  |     | Ja  | Ja  |     | Ja  | Ja  |     | Ja  |     | Ja  |     |     |     |     | Ja  | Ja  |     | Ja  | Ja  |     | 15     |
| Androni Giocattoli               |     |     |     | Ja  |     |    |     |     |     |     |     |     |     |     | Ja  |     |     |     |     |     |     |     |     |     |     |     | Ja  |     | 3      |
| Bardiani Valvole-CSF Inox        |     |     |     | Ja  |     |    |     |     |     |     |     |     |     |     | Ja  |     |     |     |     |     |     |     |     |     |     |     |     |     | 2      |
| Vini Fantini-Selle Italia        |     |     | Ja  | Ja  |     |    |     | Ja  |     |     |     |     |     |     | Ja  |     |     |     |     |     |     |     |     |     |     |     |     |     | 4      |
| CCC Polsat Polkowice             |     |     |     |     |     |    |     |     |     |     |     |     |     |     |     |     |     |     |     | Ja  |     |     |     |     |     |     |     |     | 1      |
| Reprezentacja Polski             |     |     |     |     |     |    |     |     |     |     |     |     |     |     |     |     |     |     |     | Ja  |     |     |     |     |     |     |     |     | 1      |
| RusVelo                          |     |     |     |     |     |    |     |     |     |     |     |     |     |     |     |     |     |     |     |     |     |     |     |     |     |     |     |     | 0      |
| Novo Nordisk                     |     |     |     |     |     |    |     |     |     |     |     |     |     |     |     |     |     |     |     |     |     |     |     |     |     |     |     |     | 0      |
| Unitedhealthcare Pro Cycling     |     |     |     |     |     |    |     |     |     |     |     |     |     |     |     |     |     |     |     |     |     |     |     |     |     |     |     |     | 0      |
| MTN-Qhubeka                      |     |     | Ja  | Ja  |     |    |     |     |     |     |     |     |     |     |     |     |     |     |     |     |     | Ja  |     |     |     |     | Ja  |     | 4      |
| IAM Cycling                      |     | Ja  |     | Ja  |     | Ja | Ja  | Ja  |     | Ja  | Ja  | Ja  | Ja  | Ja  |     |     | Ja  |     |     |     |     |     | Ja  |     |     |     | Ja  |     | 13     |
| Wildcards                        | 1   | 4   | 3   | 6   | 3   | 6  | 6   | 7   | 2   | 6   | 6   | 6   | 6   | 2   | 4   | 4   | 2   | 3   | 1   | 4   | 2   | 2   | 5   | 2   | 3   | 2   | 6   | 1   | 105    |

2011 · 2012 · 2013 · 2014 · 2015 · 2016 · 2017 · 2018 · 2019 · 2020 · 2021 · 2022 · 2023 · 2024 · 2025
Tour Down Under · Great Ocean Road Race · Ronde van de Verenigde Arabische Emiraten · Omloop Het Nieuwsblad · Strade Bianche · Parijs-Nice · Tirreno-Adriatico · Milaan-San Remo · Ronde van Catalonië · Classic Brugge-De Panne · E3 Harelbeke · Gent-Wevelgem · Dwars door Vlaanderen · Ronde van Vlaanderen · Ronde van het Baskenland · Parijs-Roubaix · Amstel Gold Race · Waalse Pijl · Luik-Bastenaken-Luik · Ronde van Romandië · Eschborn-Frankfurt · Ronde van Italië · Ronde van Auvergne-Rhône-Alpes · Ronde van Zwitserland · Copenhagen Sprint · Ronde van Frankrijk · Clásica San Sebastián · Ronde van Polen · Cyclassics Hamburg · Renewi Tour · Ronde van Spanje · Bretagne Classic · GP van Québec · GP van Montréal · Ronde van Lombardije · Ronde van Guangxi
AG2R-La Mondiale · Argos-Shimano · Astana · Belkin Pro Cycling · BMC Racing Team · Cannondale Pro Cycling Team · Euskaltel-Euskadi · FDJ · Team Garmin-Sharp · Katjoesja · Lampre-Merida · Lotto-Belisol · Team Movistar · Omega Pharma-Quick Step · Orica-GreenEdge · RadioShack-Leopard · Team Saxo-Tinkoff · Sky ProCycling · Vacansoleil-DCM
 Tour Down Under · 
 Parijs-Nice · 
 Tirreno-Adriatico · 
 Milaan-San Remo · 
 Ronde van Catalonië · 
 E3 Harelbeke · 
 Gent-Wevelgem · 
 Ronde van Vlaanderen · 
 Ronde van het Baskenland · 
 Parijs-Roubaix · 
 Amstel Gold Race · 
 Waalse Pijl · 
 Luik-Bastenaken-Luik · 
 Ronde van Romandië · 
 Ronde van Italië · 
 Critérium du Dauphiné · 
 Ronde van Zwitserland · 
 Ronde van Frankrijk · 
 Clásica San Sebastián · 
 Ronde van Polen · 
  Eneco Tour · 
 Ronde van Spanje · 
 Vattenfall Cyclassics · 
 GP Ouest France-Plouay · 
 Grote Prijs van Quebec · 
 Grote Prijs van Montreal · 
 UCI Ploegentijdrit · 
 Ronde van Lombardije · 
 Ronde van Peking